# Cobacella sexguttata
Cobacella sexguttata är en insektsart som beskrevs av Ronald Gordon Fennah 1952. Cobacella sexguttata ingår i släktet Cobacella och familjen Derbidae. Inga underarter finns listade i Catalogue of Life.